# إلكترون
الإلِكترون (*) (رمزه: -e) جسيمٌ دون ذري، كروي الشكل تقريباً، مكون للذرة، له شِحنة كهرَبية سالبة. ولم يُعرَف أن لها مكونات أو جسيمات أصغر؛ فعُدَّت جسيمات أولية. فللإلكترون كتلةٌ تعادل تقريبًا 1/1836 من كتلة البروتون. والزخم الزاوي الحقيقي (وهو اللف المِغزَلي) للإلكترون هو قيمة نصف عدد صحيح من وحدة ħ، مما يعني أنه فرميون. ويسمى الجسيم المضاد للإلكترون بالبوزيترون، وهو مطابق للإلكترون عدا أنه معاكس له بالشِحنة الكهربية والشحنات الأخرى. عند اصطدام الإلكترون بالبوزترون فإنهما إما يبعثر بعضُهما بعضًا أو يفنَيان، فينتُج من ذلك زوج أو أكثر من فوتونات أشعة غاما. تنتمي الإلكترونات إلى الجيل الأول لأسرة جسيمات ليبتون، وتسهم في القوى الأساسية، وهي: الجاذبية، والكهرَطيسية، والقوة النووية الضعيفة. والإلكترون كالمادة في أن له خصائصَ ازدواجية موجة-جسيم في ميكانيكا الكم؛ فلهُ أن يُصادم الجسيمات الأخرى فينحرف مثل الضوء. لكن صغر كتلة الإلكترون جعل الازدواجية تتجلى تجليًا أحسن في التجارب المخبرية. ولأنها من عائلة الفرميون، وبحسَب مبدأ استبعاد باولي، لا يَأخذ إلكترونان حالةَ الكم نفسَها أبدًا.
ووُضعَت نظرية مفهوم مقدار الشِحنة الإلكترونية غيرِ القابلة للتجزئة لشرح الخصائص الكيميائية للذرات، فابتدأها سنةَ 1838 عالمُ الطبيعة البريطاني ريتشارد لامنج؛ ثم قدم الفيزيائي الإيرلندي جورج ستوني اسم «إلكترون»، سنةَ 1894. وفي سنة 1897، عرّف البريطاني جوزيف طومسون وفريقه من الفيزيائيين الإلكترون بأنه جسيم.
وكثير من الظواهر الفيزيائية، مثل: الكهرباء، والمغناطيسية، والتوصيل الحراري، للإلكترونات فيها دور أساسي. فالإلكترون في حركته بالنسبة إلى المراقب يولد المجال المغناطيسي، والمجالات المغناطيسية الخارجية تجعلها تنحرف. فإذا تحرك الإلكترون امتَصَّ أو أَنتجَ طاقةً على شكل فوتونات. تحيط الإلكترونات بالنواة المتكونة من بروتونات ونيوترونات، فيكوّنون جميعًا الذرة، وإن كان الإلكترون يسهم في أقل من 0.06% من الكتلة الكلية للذرة. يسبب جاذبية قوة كولومب بين الإلكترون والبروتون بأن يجعل الإلكترونات مرتبطة بالذرات. فتبادل الإلكترونات أو تقاسمها في ما بين الذرات هو السبب الرئيس للروابط الكيميائية.
وأما بحسَب النظريات فمعظم الإلكترونات تكونت في لحظة الانفجار العظيم، ولكنها تُنتَج أيضًا خلال البِلَى (أي: الاضمحلال) البيتائي للنظائر المشعة والاصطدامات عالية الطاقة، وفي لحظة دخول الأشعة الكونية للغلاف الجوي. وخلال إفنائه مع البوزيترون فقد يتدمر الإلكترون، وقد يُمتَص خلال تفاعلات الانصهار النجمية. وأدوات المختبرات لها أنْ تحتوي الإلكترونات الفردية وتراقبَها وكذلك في بلازما الإلكترونات، حيث كرس لها المقراب للكشف عن بلازما الإلكترونات في الفضاء الخارجي. وللإلكترون عدة تطبيقات، كما في: اللحام، وأنبوب الأشعة المهبطية، ومعجلات الجسيمات، ومجهر إلكتروني، وعلاج إشعاعي، والليزر الإلكتروني.

## التاريخ
لاحظ الإغريق القدماء بأن الكهرمان يجذب الأشياء البسيطة في حالة فركه بالقماش فإن استثنينا البرق، فإن تلك الظاهرة تعد من أقدم تجارب البشرية مع الكهرباء على مر التاريخ.
أشار الفيزيائي الإنجليزي وليام جيلبرت في مقال له اسمه دي ماجنتا (اللاتينية: De Magnete) سنة 1600 إلى مصطلح جديد أصاغه من اللغة اللاتينية الجديدة وأسماه إلكتريكوس (اللاتينية: electricus) للإشارة إلى خاصية جذب الأشياء الصغيرة بعد فركها. فتلك الكلمة مأخوذة من الكلمة الإغريقية ἤλεκτρον (ēlektron) في عام 1894 م للإشارة إلى الكهرمان.
في سنة 1737 اكتشف العالمين شارل دو فاي وهاكسبي كلا على حدة وجود نمطين من الشحنات الكهربائية السكونية؛ إحداهما ينتج من الاحتكاك مع الزجاج، والآخر من الاحتكاك مع الراتنج. ومن هذه استنتج دوفاي نظريته بأن الكهرباء تحتوي على سائلين كهربائيين، وأسماهما بالزجاجي والراتنجي، ولاحظ الفرق بين الموصلات والمواد العازلة، ويمكن فصلهما عن طريق الاحتكاك مما يسبب بتحييد بعضها البعض عند اتحادهما. بعد ذلك بحوالي عقد من الزمان اقترح بنجامين فرانكلين بأن الكهرباء هي ليست من عدة أنواع من السوائل الكهربائية، ولكنه نفس السائل الكهربائي ولكن تحت ضغوط مختلفة. وقدم لهم الشحنة الحديثة بتسمية إيجابي وسلبي على التوالي.
بين سنتي 1838 و 1851 طور عالم الطبيعيات البريطاني ريتشارد لامنج فكرة أن الذرة تتكون من نواة مادة محاطة بجزيئات دون ذرية والتي تكوّن وحدة الشحنات الكهربائية. وبداية من سنة 1846 أعطى الفيزيائي الألماني فيبر نظريته القائلة بأن الكهرباء تتألف من سائلين ذو شحنتين موجبة وسالبة، وتفاعلهما يحكمه قانون التربيع العكسي. في سنة 1874 اقترح الفيزيائي الإيرلندي جورج ستوني بعد دراسة هذه ظاهرة التحليل الكهربائي بأن هناك «كمية محددة واحدة من الكهرباء»، وهي شحنة من أيون أحادي التكافؤ. وكان قادرًا على تقييم قيمة هذه الشحنة الأولية e عن طريق قوانين فرداي للتحليل الكهربائي. واعتقد ستوني بأن تلك الشحنات مرتبطة بصورة دائمة بالذرات ولا يمكن إزالتها. في سنة 1881 جادل الفيزيائي الألماني هلمهولتز أن كلا من الشحنة الموجبة والسالبة منقسمتين إلى جزئين أوليين، كل منها «يتصرف كذرات كهربائية». ثم وضع ستوني مصطلح «إلكترون» لوصف تلك الشحنات الأولية وكان ذلك سنة 1894، وقد قال فيها: «تم تقدير الكمية الفعلية لتلك الوحدة الأساسية الأكثر أهمية في الكهرباء، وقد غامرت عندما أشرت إلى اسم الكترون». وكلمة الكترون (بالإنجليزية: electron) هي مركبة مستنبطة من كلمة الكتريك electric ولاحقتها ون -on، والتي استخدمت بعد ذلك للإشارة إلى الجسيمات دون الذرية مثل البروتون والنيوترون.

### الاكتشاف

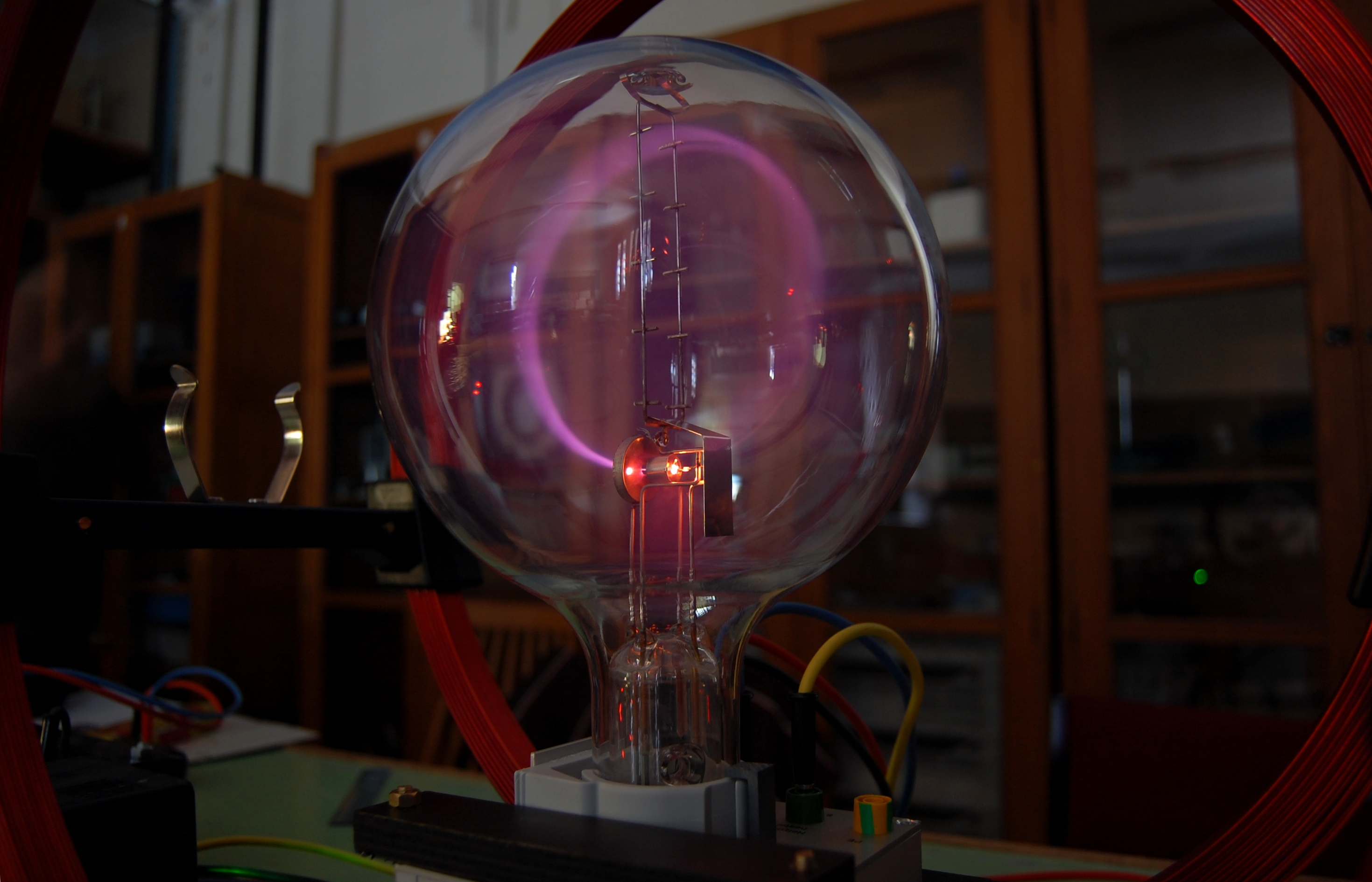
انعكاس شعاع من الإلكترونات على شكل دائرة بواسطة المجال المغناطيسي

قام الفيزيائي الألماني يوهان فيلهلم هتورف بدراسة التوصيل الكهربائي على الغازات المتخلخلة. فاكتشف سنة 1869 وهج منبعث من مهبط يزداد بالحجم عند تقليل ضغط الغاز. وفي سنة 1876 أظهر الفيزيائي الألماني يوجين غولدشتاين أن أشعة هذا الوهج له ظل، فأطلق عليه اسم لهم أشعة الكاثود. وفي السبعينات من نفس القرن طور الكيميائي والفيزيائي الإنجليزي السير وليام كروكس أول أنبوب أشعة الكاثود مفرغة بالداخل. ثم أظهر بعد ذلك بأن أشعة التلألؤ التي تظهر داخل أنبوب تحمل طاقة وتنتقل من القطب السالب إلى القطب الموجب. بالإضافة إلى أنه كان قادرًا على تحريك الأشعة عند تطبيق مجال مغناطيسي عليها، مما يدل على أن الشعاع تصرف كما لو كان سالب الشحنة. فاقترح سنة 1879 أنه بالإمكان تفسير تلك الخصائص من خلال ما أسماه مادة مشعة. وألمح إلى أن تلك قد تكون الحالة الرابعة للمادة التي تتكون من جزيئات سالبة الشحنة تنطلق بسرعة عالية من الكاثود.
وسع الفيزيائي البريطاني -ألماني المولد- آرثر شوستر من تجارب كروكس وذلك بوضع صفيحة معدنية متوازية مع أشعة الكاثود وطبق الكمون الكهربائي بين الصفيحتين.
فصرف المجال تلك الأشعة باتجاه الصفيحة موجبة الشحنة، مما أعطى أدلة جديدة على أن تلك الأشعة تحمل شحنة سالبة. وتمكن شوستر في سنة 1890 من تقدير نسبة الشحنة للكتلة لمكونات الأشعة عن طريق قياس مقدار انحراف عن المستوى المحدد للتيار. لكن إنتاج تلك القيمة التي كانت أكثر من ألف مرة من المتوقع، هو إعطاء بعض المصداقية لتلك الحسابات في ذاك الوقت.
في عام 1896 أجرى الفيزيائي البريطاني جوزيف طومسون مع مساعديه تاونسند وويلسون تجارب أشارت إلى أن أشعاعات الكاثود هي جسيمات فريدة من نوعها بدلا من أن تكون موجات أو ذرات أو حتى جزيئات كما كان الاعتقاد سابقًا. وقد أعطى طومسون قيمة جيدة لكل من الشحنة e والكتلة m، موجدا جسيمات لأشعة الكاثود وأسماها «الكريات» (بالإنجليزية: corpuscles)، ولها كتلة قد تكون واحد من الألف من كتلة أقل الأيونات المعروفة: الهيدروجين. وأظهر أن نسبة الشحنة للكتلة e/m مستقلة عن مادة الكاثود. وأظهر أيضًا أن إنتاج جسيمات سالبة الشحنة من مواد مشعة بواسطة التسخين ومن مواد مضيئة هو شيء كوني. وقد أعاد الفيزيائي الأيرلندي جورج فيتزجيرالد الاقتراح بتسمية تلك الجسيمات باسم إلكترون، وقد لقي هذا الاسم قبولا علميًا دوليًا منذ ذلك الوقت.
اكتشف الفيزيائي الفرنسي هنري بيكريل أثناء دراسة الومضان الطبيعي للمعادن سنة 1896 أنها تصدر إشعاع دون التعرض لمصدر طاقة خارجي. فأصبحت تلك المواد المشعة موضع اهتمام كبير للعلماء خصوصًا الفيزيائي النيوزلندي إرنست رذرفورد الذي اكتشف أنها تصدر جسيمات. وأطلق عليها جسيمات ألفا وبيتا على أساس قدرتها على اختراق المادة. وفي سنة 1900 أظهر بيكريل أن بإمكان أشعة بيتا المنبعثة من الراديوم أن تنحرف في وجود مجال كهربائي وأن نسبة الكتلة للشحنة هي نفسها كما في أشعة الكاثود. فعزز هذا الدليل الرأي القائل بأن الالكترونات توجد كعناصر في الذرات.
قام الفيزيائي الأمريكي روبرت ميليكان بعناية ودقة أكثر في قياس شحنة الإلكترون في تجربة قطرة الزيت سنة 1909 ثم نشر النتائج سنة 1911. واستخدمت تلك التجربة المجال الكهربائي لمنع قطرات الزيت المشحونة من السقوط بسبب الجاذبية. وأمكن لهذا الجهاز قياس الشحنة الكهربائية حتى 1-150 أيون مع هامش خطأ اقل من 0.3٪. وقد أجرى فريق طومسون تجارب مماثلة قبل ذلك، باستخدام سحب من قطرات الماء المشحونة أنتجها التحليل الكهربائي. وقد حصل أبرام يوفي منفصلا على نفس نتائج ميليكان وذلك باستخدام جسيمات مجهرية من المعادن، وكان ذلك سنة 1911 ولكن نشر النتائج سنة 1913. مع ذلك فإن قطرات الزيت أكثر ثباتًا من قطرات الماء بسبب ضعف معدل التبخير لديه، وبالتالي فالتجارب الدقيقة بدأت أكثر ملاءمة خلال فترات زمنية أطول.
وجد عند بداية القرن العشرين وفي ظروف معينة جسيمات مشحونة سريعة الحركة تسبب بتكثيف بخار ماء مفرط بالتشبع خلال مساره. ففي سنة 1911 استخدم تشارلز ويلسون هذا المبدأ لاستنباط غرفة غيوم مما سمح بتصوير مسارات الجسيمات المشحونة مثل الإلكترونات سريعة الحركة.

### النظرية الذرية

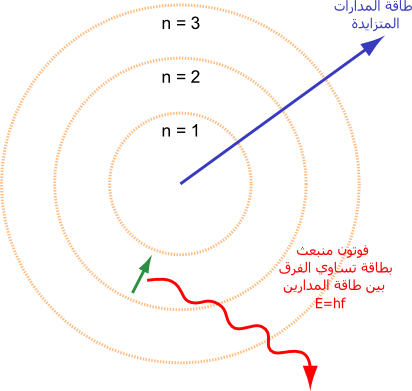
نموذج بور للذرة والتي يبين حالات من الكترون ذات طاقة كم محددة بالرقم n. فعندما ينتقل الإلكترون إلى مدار أدنى فإنه ينبعث منه طاقة فوتون تساوي الفرق بين طاقة المدارين.

شكلت التجارب التي قام بها كلا من أرنست رذرفورد وهنري موزلي وجيمس فرانك وغوستاف هرتس بداية من سنة 1914 الصورة في تكوين الذرة كنواة كثيفة ذات شحنة موجبة تحيط بها إلكترونات أقل كتلة. ثم أتى الفيزيائي الدانماركي نيلز بور فافترض في سنة 1913 بأن الالكترونات تكمن في حالات طاقة كمية، ويحدد العزم الزاوي لمدار الإلكترون حول النواة تلك الطاقة. وبإمكان تلك الإلكترونات التنقل بين تلك الحالات أو المدارات عن طريق إطلاق أو امتصاص فوتونات ذات ترددات محددة. ومن خلال تلك المدارات محددة الكم أوضح نيبور بدقة خطوط الطيف لذرة الهيدروجين. ومع ذلك فنموذج بور لم يتمكن من تفسير الفروق في الكثافة النسبية لخطوط الطيف، وكذلك أطياف العناصر الأثقل من الهيدروجين، فهي بالكاد اقتصرت على تفسير ذرة الهيدروجين.
وقد شرح جيلبرت نيوتن لويس الروابط الكيميائية بين الذرات وذلك في سنة 1916 عندما اقترح بأن مساهمة زوج أو أكثر من الإلكترونات بين الذرات للمحافظة على الرابطة التساهمية في ما بين تلك الذرات، مما ينتج عنه تجاذب جانبي يعمل على تماسك الجزيء الناتج. وبعدها أي في سنة 1923 أعطى كلا من والتر هيتلر وفريتز لندن شرحًا وافيًا حول تشكيل زوج الإلكترون مع الروابط الكيميائية في مجال ميكانيكا الكم. وفي سنة 1919 فصّل الكيميائي الأمريكي إرفينغ لانغموير نموذج لويس للذرة مشيرًا بأن جميع الإلكترونات موزعة على التوالي مكونة قشرة كروية متحدة المركز وذات سماكة متساوية. وتنقسم تلك القشور بدورها إلى عدة خلايا، وكل خلية تحتوي على زوج من الإلكترونات. وعلى نحو ما فإن لنموذج لانغموير القدرة على شرح الخصائص الكيميائية لجميع العناصر في الجدول الدوري، التي كانت معروفة بتكرار نفسها وفقًا للقانون الدوري.
لاحظ الفيزيائي النمساوي فولفغانغ باولي في سنة 1924 بأنه يمكن تفسير البناء شبيه القشرة للذرة من خلال مجموعة من أربع معاملات متغيرة تحدد كل حالة طاقة الكم، شريطة أن يكون أن لا يزيد في كل حالة عن إلكترون واحد. (ويعرف هذا الحظر المفروض على أكثر من إلكترون أن يشغل نفس حالة كمية الطاقة باسم مبدأ استبعاد باولي.) وقدم الفيزيائيان الهولنديان صمويل جودسميت وجورج أولنبيك الآلية المادية لشرح المعامل الرابع والذي له قيمتين مميزتين، عندما اقترحوا أن بإمكان الإلكترون مع الزخم الزاوي لمداره أن يمتلك قوة زخم زاوي فعلي. وعرفت تلك الخاصية باللف المغزلي وقد شرحت تقسيم سابق كان غامضًا عن خطوط الطيف رصدها مرسمة طيف عالي الدقة، وعرفت تلك الظاهرة باسم تقسيم هيكلي دقيق.

### ميكانيكا الكم
في عام 1924 كتب الفيزيائي الفرنسي لويس دي بروي رسالة دكتوراه بعنوان «بحث حول نظرية الكم» Recherches sur la théorie des quanta، وافترض فيها أن كل الموادّ تمتلك «موجة دي بروي» مشابهة للضوء. حيث أنه وتحت ظروف مناسبة ستُظهر الإلكترونات والمواد الأخرى خصائص كل من الجسيمات والضوء. ويُستدل على الخصائص الجسيميّة لجسيم ما عندما يُظهر أنه يملك موقعًا متمركزاً في المكان يعتمد على انحناء مساره أثناء حركته. أما الطبيعة الشبه الموجية للجسيم فيُمكن أن تلاحظ - على سبيل المثال - عندما يمر شعاع من الضوء عبر شقوق متوازية ويخلق نمطاً متداخلاً من الأشعة. في عام 1927 بُرهن على تأثير التداخل بتجربتين مختلفتين استعين فيهما بشعاع من الإلكترونات، الأولى قام بها الفيزيائي الإنكليزي جورج باغت طومسون باستخدام رقاقة حديدية نحيلة مع الشعاع، والثانية قام بها الفيزيائيان الأمريكيان كلنتون دافيسون ولستر جيرمر باستخدام بلورة من النيكل معه.

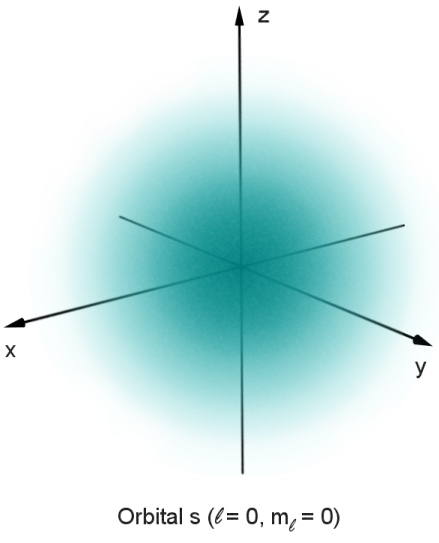
في ميكانيكا الكم يوصف المدار الذري سلوك الإلكترون في الذرة، وهو توزيع الاحتمالات بدلا من المدار. ويشير النطاق المظلل في الرسم إلى الاحتمال النسبي «للعثور» على الإلكترون ذو طاقة معطاة حسب الرقم الكمي عند تلك النقطة.

أدى نجاح فرضية دي بروي بإرفين شرودنغر أن يصدر كتابه سنة 1926 والذي نجح أيضًا في وصف كيفية انتشار موجات الإلكترونات خلال معادلته المسماة معادلة شرودنغر. وبدلا من الرضوخ إلى حل يحدد موقع الإلكترون مع مرور الوقت، فإنه بالإمكان استخدام تلك المعادلة الموجية للافتراض باحتمالية العثور على إلكترون قريب من الموقع. سمي هذا التقريب لاحقًا باسم ميكانيكا الكم، التي اعطت اشتقاق قريب جدًا لحالات طاقة الإلكترون في ذرة الهيدروجين. فعندما يؤخذ بعين الاعتبار لف وتفاعل الإلكترونات المتعددة، فإن ميكانيكا الكم يمكنها بسهولة افتراض بترتيب إلكترونات الذرات ذات رقم ذري أعلى من الهيدروجين.
في سنة 1928 وبناء على مبدأ ولفغانغ باولي فقد أنتج بول ديراك نموذجا للإلكترون وهي معادلة ديراك وتتفق مع مبدأ النسبية وذلك بتطبيق الاعتبارات النسبية والتماثل في صياغة هاملتونية لميكانيكا الكم في المجال الكهرومغناطيسي. ولكي يحل بعض المشاكل داخل معادلته النسبية فقد طور ديراك نموذجًا للفراغ وذلك سنة 1930 ووصفه بأنه بحر من الجسيمات ذات طاقة سلبية لانهاية لها، وقد أطلق عليها اسم بحر ديراك. وكان هذا أدى به ذلك إلى الافتراض بوجود جسيمات البوزيترون، وهي المادة المضادة النظيرة للإلكترون. تلك الجسيمات قد اكتشفها كارل أندرسون سنة 1932، الذي اقترح بتسميتها الإلكترونات القياسية أو نيجاترون negatrons، حيث أنها مزيج من كلمتي الكترون electron وسلبي negative. ولا يزال مصطلح نيجاترون يستخدم من حين لآخر، ويمكن اختصارها إلى نيجاتون 'negaton'‏.
وفي سنة 1947 وجد ويليس لامب وبمساعدة أحد طلبته اسمه روبرت روثرفورد أن هناك فارق في حالات الكم لذرة الهيدروجين والتي من المفترض أن يكون لها نفس الطاقة والتي تغيرت حسب الرابطة التي بينهم، وسمي هذا الفرق بانزياح لامب. وفي نفس الفترة تلك اكتشف كوش مع هنري فولي أن العزم المغناطيسي للإلكترون أعلى بقليل مما تنبأت به نظرية ديراك. وسمي هذا الفارق البسيط لاحقا باسم العزم المغناطيسي الشاذ للإلكترون. ولحل تلك الإشكالات طور كلا من سين توموناجا وريتشارد فاينمان وجوليان شفينجر في أواخر الأربعينيات تلك النظرية المنقحة والمسماة كهروديناميكا الكم.

### معجلات الجسيمات
مع تطور معجل الجسيمات خلال النصف الأول من القرن العشرين، بدأ الفيزيائيون في الخوض وبعمق في خصائص الجسيمات دون الذرية. وأول محاولة ناجحة لتسريع الالكترونات باستخدام الحث الكهرومغناطيسي كانت عن طريق جهاز بيتاترون الذي أنشأه دونالد كيرست سنة 1942. ووصلت طاقته الأولية حوالي MeV‏2.3 في حين وصلت طاقة البيتاترون التالية إلى 300 MeV. ثم اكتشف الإشعاع السنكروتروني سنة 1947 بطاقة 70 MeV في شركة جنرال إلكتريك. وكانت عملية تسريع الإلكترونات والتي قاربت سرعتها من سرعة الضوء خلال مجال مغناطيسي هي السبب في ظهور هذا الإشعاع.
وفي سنة 1968 بدأ العمل بأدون وهو أول مصادم جسيمات ذو شعاع طاقة عالي تساوي  GeV‏1.5. وهو أداة لتسريع الإلكترونات والبوزيترونات باتجاهين متضادين، وذلك لمضاعفة الطاقة الفعالة من اصطدامهما عند مقارنة ضرب إلكترون بهدف ثابت. وخلال الفترة من 1989-2000 أعطى مصادم الكترون-بوزيترون الكبير (LEP) في سرن طاقة شعاع 209 الكترون فولت وصنع قياسات مهمة للنموذج القياسي لفيزياء الجسيمات.

## خصائص الإلكترون

### التصنيف

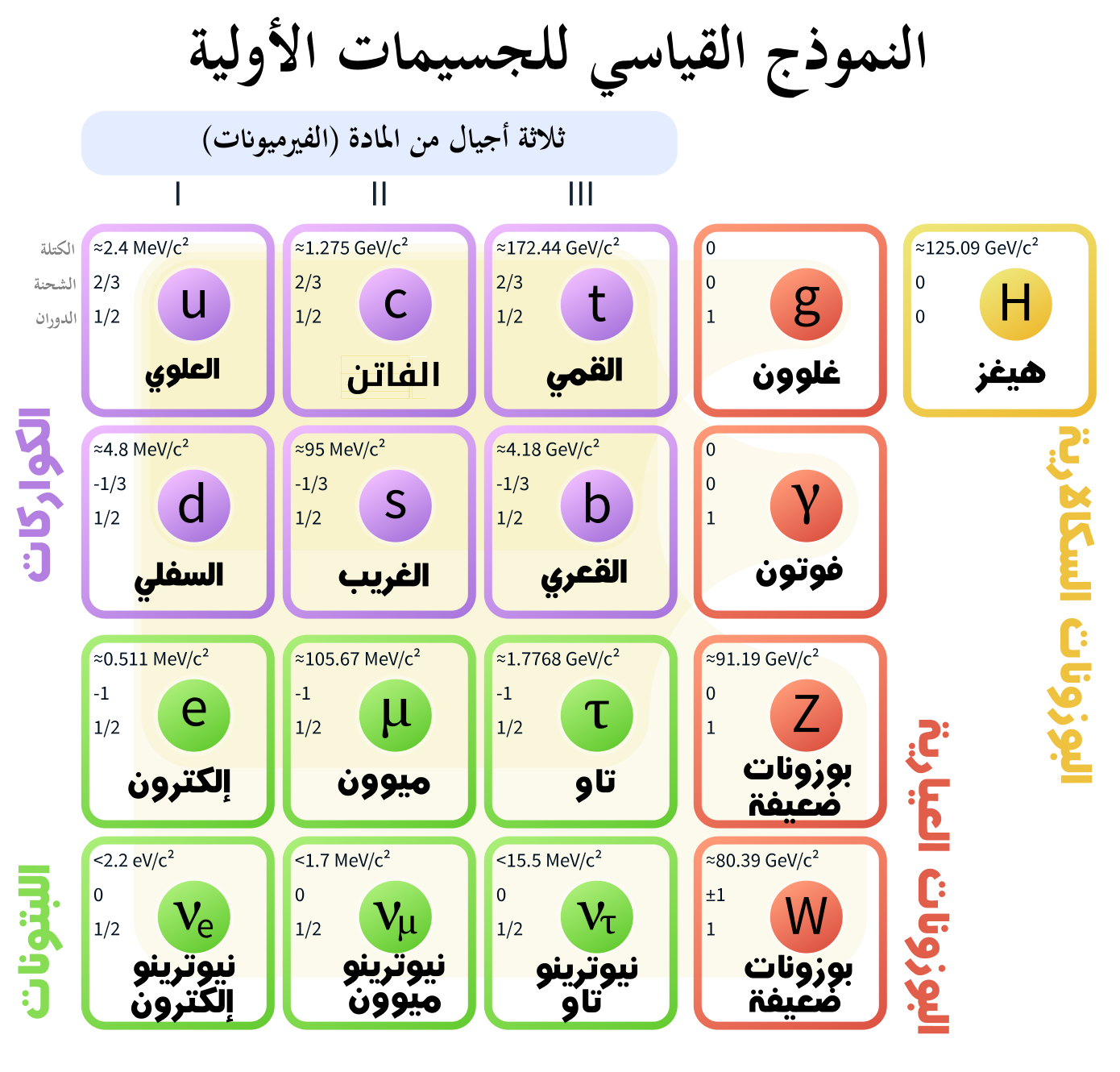
النموذج القياسي للجسيمات الأولية. الإلكترون في أسفل اليسار.

تنتمي الإلكترونات في النموذج القياسي لفيزياء الجسيمات إلى مجموعة من جسيمات دون ذرية تسمى لبتونات، والتي تعتبر جسيمات أولية أو أساسية. فالإلكترونات هي أقل كتلة من أي جسيم لبتون مشحون (أو أي نوع من الجسيمات المشحونة كهربائيًا)، وتنتمي إلى الجيل الأول من الجسيمات الأساسية. ويحتوي الجيل الثاني والثالث على لبتونات مشحونة، ويتطابق الميون والتاو مع الإلكترون في الشحنة واللف والتفاعلات ولكن كتلتها أكبر. فاللبتونات تختلف عن العنصر الأساسي الآخر في المادة وهو الكوارك وذلك بافتقارها إلى التفاعل القوي. وينتمي أعضاء مجموعة اللبتون إلى الفرميونات لأن لديها لف مغزلي نصف عدد صحيح، فالإلكترون لديه لف مغزلي 1⁄2‏.

### خصائص أساسية
تعادل الكتلة الساكنة للإلكترون تقريبا 9.109×10−31 كغم، أو 5.489×10−4 وحدة كتل ذرية. على أساس مبدأ آينشتاين لتكافؤ المادة والطاقة، وتلك الكتلة تتوافق مع الطاقة الساكنة 0.511 MeV. وكتلته تعادل تقريبا 1836/1 من كتلة البروتون. وتبين القياسات الفلكية أن نسبة كتلة البروتون-الإلكترون هي نفس القيمة منذ نصف عمر الكون، كما هو المتوقع في النموذج القياسي.
تعادل الشحنة الكهربائية للإكترونات −1.602×10−19 كولوم الذي هو وحدة الشحن القياسية للجسيمات دون ذرية. ففي حدود دقة التجريبية فإن شحنة الإلكترون مطابقة ومعاكسة لشحنة البروتون. ويستخدم الرمز e كشحنة أولية ويرمز الإلكترون عادة بالرمز 
e−
، حيث الرمز ناقص يشير إلى شحنة سالبة. أما البوزيترون فيرمز 
e+
 لأن لها نفس خصائص الإلكترون لكنها موجبة الشحنة.
للإلكترون زخم زاوي أو لف حقيقي 12‏. وتحدد تلك الخاصية عند الإشارة إلى الإلكترون كجسيم لف 12‏. حجم اللف لتلك الجسيمات هو ħ2. بينما نتيجة قياس إسقاط اللف حول أي محور لايكون إلا ±ħ2. إضافة إلى اللف فإن الإلكترون له عزم مغناطيسي فعلي على طول محور اللف. وهو يساوي واحد مغنطون بور تقريبا، وهو ثابت فيزيائي يساوي 9.27400915(23)×10−24 جول لكل تسلا. فحسب زخم الإلكترون يحدد اتجاه اللف خاصية الجسيمات الأولية المعروفة باسم الحلزونية.
لا يوجد للإلكترون بنية تفصيلية معروفة. لذا فهو يعّرف أو يوصف بأنه جسيم نقطي ذو شحنة نقطية ولا يوجد له حيز مكاني. فقد لوحظ أن الحد الأعلى لنصف قطر الكترون مفرد في مصيدة بنينغ هو 10−22 متر. بينما قيمة ثابت نصف قطر تقليدي للإلكترون الفيزيائي هو 2.8179×10−15 م وهذا أعلى بكثير من القيمة السابقة. لكن قيمة المصطلح جاءت من عملية حسابية مبسطة لشحنة الإلكترون بواسطة الديناميكا الحرارية ومتجاهلة تأثيرات ميكانيكا الكم (أي أنه تصور قديم ولكنه مع ذلك لايزال يصلح للاستخدام في الحسابات). وإن كان في الواقع لا توجد علاقة بما يسمى نصف قطر تقليدي للإلكترون مع البنية الأساسية الحقيقية للإلكترون.
هناك جسيمات أولية تضمحل تلقائيا إلى جسيمات أقل ضخامة. مثال على ذلك الميوون الذي يضمحل إلى إلكترون ونيترينو ونقيض النيترينو وبمتوسط العمر 2.2×10−6 ثانية. ومع ذلك فإنه يعتقد أن الإلكترون يكون مستقرا على أسس نظرية: فالإلكترون هو أقل الجسيمات الضخمة ذات شحنة لاصفرية، لذلك فإضمحلالها ينتهك قانون بقاء الشحنة. ويعتبر الحد الأدنى التجريبي لمتوسط عمر الإلكترون 2610x4.6 سنة بمستوى ثقة يقدر ب 90 ٪.

### خصائص الكم
بإمكان الإلكترونات أن تكون موجات كما هو حال جميع الجسيمات. وهذا ما يسمى ازدواجية موجة-جسيم ويمكن برهنة ذلك باستخدام تجربة الشق المزدوج. فطبيعة شبيه-الموجة للإلكترون يسمح لها بالمرور خلال شقين متوازيين في نفس وقت وليس من شق واحد كما هو بالنسبة للجسيمات التقليدية. ويمكن وصف خاصية شبيه الموجة للجسيم رياضيا في ميكانيكا الكم بوصفها دالة ذات قيمة مركبة، وترمز الدالة الموجية عادة بالحرف اليوناني (ψ)‏ psi. فعندما تكون القيمة المطلقة لتلك الدالة في حالة تربيع فأنه يعطي احتمال بأن الجسيم سيكون مرصودا بالقرب من كثافة احتمالية.

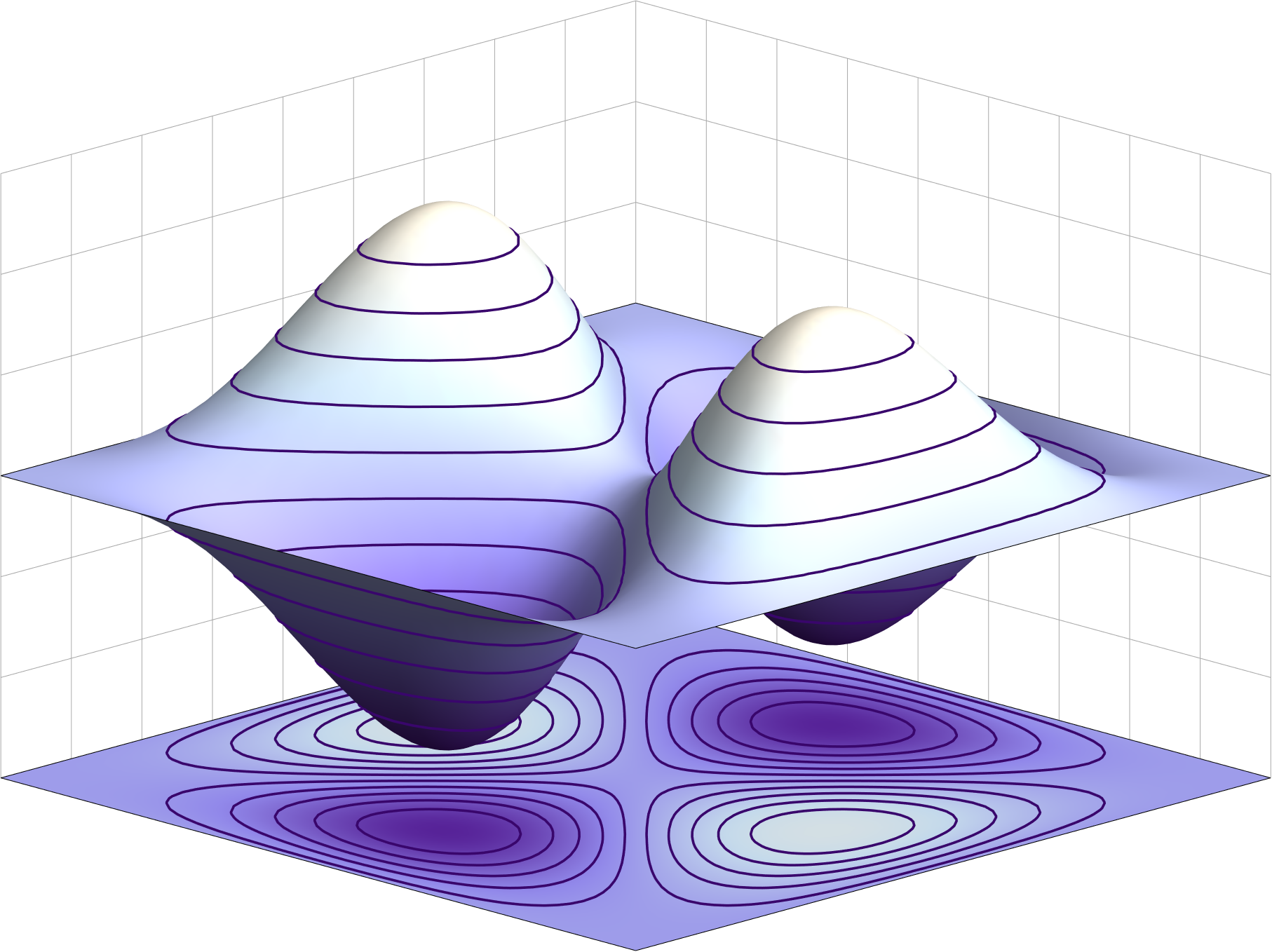
مثال لدالة موجية غير متماثلة في حالة الكم لفرميونين في علبة ثنائية الابعاد. فإن تبادلت الجسيمات مواقعها، فإن فرميونات دالة الموجة ستقلب إشاراتها.

الإلكترونات هي جسيمات متماثلة بحيث لا يمكن تمييز بعضها البعض عن طريق الخصائص الفيزيائية الفعلية. وهذا يعني في ميكانيكا الكم أنه عند تفاعل زوج من الالكترونات فيجب أن تكون قادرة على تبديل المواقع بدون تغيير مهم لحالة النظام. فالدالة الموجية للفرميونات (بما فيها الإلكترونات) هي غير متماثلة، بمعنى أنه إشاراتها ستتغير عند مبادلة إلكترونين مواقعهم، وهذا هو ψ(r1, r2) = −ψ(r2, r1) حيث المتغيرات r1 وr2 تتوافق مع الإلكترون الأول والثاني على التوالي. وحيث أن القيمة المطلقة لا تتغير بمبادلة الرموز وهذا يتوافق مع تساوي الاحتمالات. وعوضا عن ذلك فإن البوزونات كالفوتون لها وظائف متماثلة.
في حالة التناظر المضاد فإن حلول معادلة الموجة للإلكترونات المتفاعلة تؤدي إلى احتمالية الصفر بحيث كل زوج سيشغل نفس المكان أو الحالة. وتلك هي المسؤولة عن مبدأ استبعاد باولي الذي يمنع أي زوج من الإلكترونات بشغل نفس مستوي الطاقة (الكمومي) في الذرة. هذا المبدأ يفسر العديد من خصائص الالكترونات. مثال على ذلك: إنه يشغل الإلكترونات في مستويات طاقة مختلفة بالذرة مكونة مدارات حول نواة الذرة، بدلا من أن يتداخل بعضها البعض في نفس المدار. ويمكن أن يشغل إلكترونان نفس المستوى من الطاقة في مدار الذرة بشرط أن يكون اتجاه عدد كم مغزلي لأحدهما +1/2 (أي علوي)، أما الآخر فيكون عدده الكمومي المغزلي -1/2 (أي سفلي).

### جسيم افتراضي
يعتقد الفيزيائيون بأن الفراغ ينتج باستمرار أزواج من الجسيمات الافتراضية مثل البوزيترون والإلكترون والتي سرعان ماتفني بعضها البعض بعدها بوقت قصير. فالتمازج في تفاوت الطاقة يحتاج إلى خلق تلك الجسيمات، وخلال الوقت التي تظهر فيه فإنها تندرج تحت حد الاكتشاف يفسر عنها علاقة هايزنبرغ الغامضة، ΔE · Δt ≥ ħ. بالواقع بإمكان استعارة الطاقة اللازمة لخلق تلك الجسيمات الافتراضية ΔE من فراغ لفترة زمنية Δt، بحيث ناتجها ليس أكثر من انخفاض ثابت بلانك ħ ≈ 6.6×10−16 eV·s وبالتالي فإن زمن الإلكترون الافتراضي Δt يكون في أقصى حد وهو 1.3×10−21 ث.

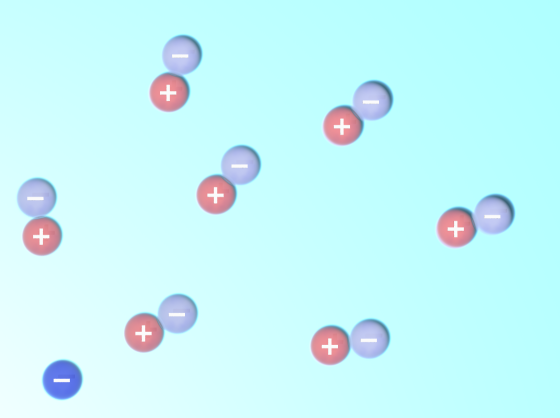
تصوير تخطيطي لأزواج إلكترون-بوزيترون الافتراضية التي تظهر عشوائيا قرب الإلكترون (في أسفل اليسار)

عندما يظهر زوج إلكترون-بوزيترون الافتراضي فإن قوة كولوم للحقل الكهربائي المحيط بالإلكترون تسبب بنشئة البوزيترون لتنجذب للإلكترون الأصلي، في حين ينفر عنها الإلكترون الناشئ. وتسبب تلك مايسمى استقطاب فراغي [الإنجليزية]. ونلاحظ هنا أن الفراغ يتصرف كوسط به سماحية عزل أكثر من وحدة العزل. وبالتالي فشحنة الإلكترون المؤثرة هي فعليا أصغر من قيمته الحقيقية، لذا فالشحنة تقل كلما ابتعدت عن الإلكترون. وأكد هذا الاستقطاب تجريبيا سنة 1997 باستخدام معجل الجسيمات الياباني كيك بي. وتسبب الجسيمات الافتراضية لكتلة الإلكترون تأثير الحجب مشابه.
التفاعل مع الجسيمات الافتراضية يفسر أيضا الانحراف البسيط (حوالي 0.1 ٪) للعزم المغناطيسي الحقيقي للإلكترون من مغنطون بور (العزم المغناطيسي الشاذ). التوافق الدقيق للغاية لهذا الاختلاف المتوقع مع تحديد قيمة تجريبية يعتبر واحدا من أهم الإنجازات العظيمة لإلكتروديناميكا كمية.
في الفيزياء الكلاسيكية يعتمد كلا من الزخم الزاوي والعزم المغناطيسي للجسم على أبعاده المادية. لذا فإنه لا يتجانس مع تلك الخصائص أن يأخذ مفهوم إلكترون عديم الأبعاد حيزا فيها. ولكن هذا التناقض الواضح يمكن تفسيره من فوتونات افتراضية تكونت في الحقل الكهربائي الناتج من الإلكترون. فتسبب تلك الفوتونات بالإلكترون أن يزاح بطريقة شديدة الهيجان، فينشأ عنه حركة دائرية صافية مع ابتدار. فينتج عن تلك الحركة كلا من اللف والعزم المغناطيسي للإلكترون. ويفسر إنتاج تلك الفوتونات الافتراضية في الذرات ظاهرة انزياح لامب التي لوحظت في خطوط الطيف.

### التفاعل
يولد الإلكترون مجالا كهربائيا بحيث يمارس فيه قوة جذب على الجسيمات موجبة الشحنة كالبروتون وقوة طرد على الجسيمات سلبية الشحنة. ويحدد قانون كولوم العكسي مع مربع المسافة قوام تلك القوة. فعندما يكون الإلكترون في حالة حركة فإنه يولد مجالا مغناطيسيا. ويربط قانون أمبير-ماكسويل المجال المغناطيسي بحركة كتلة الإلكترون (التيار)، فخاصية الحث تلك تعطي مجالا مغناطيسيا كي يعمل المحرك الكهربائي. ويعبر قانون كمون لينارد - فيشرت [الإنجليزية] عن المجال الكهرومغناطيسي لحركة الجسيمات العشوائي، ويعطي القانون قراءة صحيحة حتى عندما تقارب سرعة الجسيمات من سرعة الضوء (النسبية).

جسيم بشحنة q (يسار) يتحرك بسرعة v خلال المجال المغناطيسي B الذي يكون موجها نحو اليمين. فإن كانت شحنة الإلكترون q سلبية فإن مسارها ينحني نحو الأعلى.

يخضع الإلكترون لقوة لورنتز عندما يتحرك داخل مجال مغناطيسي فيمارس عليه تأثيرا عموديا على مساره الذي حدده المجال المغناطيسي وسرعة الإلكترون. وتوجه قوة الجذب تلك الإلكترون بأن ينحو بمسار حلزوني خلال حقل في دائرة يسمى نصف قطرها باسم نصف قطر الجيرو (gyroradius). يحرض هذا التسارع من حركة التقوس الإلكترون بأن يشع طاقة على شكل إشعاع سنكروتروني. وتسبب انبعاث الطاقة بدورها في ارتداد الإلكترون والمعروفة باسم قوة لورنتز-أبراهام-ديراك مما يخلق احتكاكا يبطئ الإلكترون. وسبب تلك القوة هو التفاعل العكسي لمجال الإلكترون على ذاته.
في الكهروديناميكا كمية يكون التفاعل الكهرومغناطيسي بين الجسيمات عن طريق الفوتونات. فالإلكترون المعزول الذي لا يتسارع يكون غير قادر على بث أو امتصاص فوتون الحقيقي؛ فالقيام بهذا قد ينتهك الحفاظ على الطاقة والزخم. وبدلا من ذلك يمكن للفوتونات الافتراضية نقل الزخم بين جسيمين مشحونين. وتبادل الفوتونات الافتراضية هذا هو الذي يولد قوة كولوم. وتحصل طاقة الانبعاثات عندما يحيد إلكترون متحرك بسبب جسيم مشحون كالبروتون. فنتيجة تسارع الإلكترون هو انبعاث أشعة انكباح

هنا، تستخلص الأشعة الانكباحية بواسطة إلكترون e منحرف بسبب المجال الكهربائي لنواة الذرة. فالتغيير في الطاقة E_{2} − E_{1} يحدد تردد الفوتون المنبعث f.

يسمى الاصطدام المرن بين فوتون (الضوء) والكترون منفرد (حر) باسم تأثير كومبتون. نتائج هذا الاصطدام هو نقل الزخم والطاقة بين الجسيمات فيتعدل الطول الموجي للفوتون بمقدار يسمى انزياح كومبتون إن حجم الحد الأقصى لهذا الانزياح في الطول الموجي هو h/mec، الذي يعرف باسم طول موجة كومبتون. القيمة لدى الإلكترون هي 2.43×10−12 م‏، فإن كان الطول الموجي للضوء طويلا (على سبيل المثال، الطول الموجي للضوء المرئي هو 0.4–0.7 ميكرومتر) فإن انزياح الطول الموجي يكون ضئيلا. ويسمى هذا التفاعل بين الضوء والإلكترونات الحرة تشتت تومسون الخطي أو تشتت تومسون.
تعرف القوة النسبية لتفاعل كهرومغناطيسي بين جسيمين مشحونين كالإلكترون والبروتون بثابت البناء الدقيق. وتلك القيمة هي كمية عديمة الأبعاد تتشكل من تناسب طاقتين: طاقة الكهروستاتيكي للجذب (أو التنافر) عند فصل واحد كومبتون طول موجي، وبقية طاقة الشحنة. والقيمة المعطاة هي α ≈ 7.297353×10−3، وتعادل تقريبا 1⁄137‏.
عندما تصطدم الالكترونات مع البوزيترونات فإنها تفنيان بعضها البعض، مما يؤدي إلى ظهور فوتونين اثنين أو أكثر من فوتونات أشعة غاما. أما إذا كان الإلكترون والبوزيترون لا يتمتعان بزخم يذكر، فإنه تتشكل ذرة بوزيترونيوم قبل ظهور فوتونات أشعة غاما الناتجة من الإفناء بإجمالي 1.022 MeV‏. ومن ناحية أخرى فقد تتحول فوتونات عالية الطاقة إلى الإلكترون وبوزيترون خلال عملية إنتاج زوجي ولكن لايتم ذلك إلا في وجود جسيمات مشحونة قريبة منها مثل النواة.
في نظرية تآثر كهروضعيف فإن العنصر الأيسر من الموجة الدالة للإلكترون تشكل خط لف نظائري ضعيف ثنائي مع نيوترينو الإلكترون. وهذا يعني أنه خلال القوى النووية الضعيفة فإن نيوترينو الإلكترون يتصرف مثل الإلكترون، إما أن يكون عضوا من هذا الثنائي فيجتاز تفاعل التيار المشحون عن طريق انبعاث أو امتصاص بوزون 
W
 ويتم تحويله إلى العضو الآخر. ولا تتغير الشحنة خلال هذا التفاعل لأن بوزون W هو أيضا يحمل شحنة، مما يلغي أي تغيير في صافي الشحنة خلال التحويل. وتفاعلات التيار المشحون هي المسؤولة عن ظاهرة اضمحلال بيتا في ذرة مشعة. يمكن كلا من الإلكترون ونيوترينو الإلكترون اجتياز تفاعل التيار المحايد عن طريق تبادل بوزون 
Z0
، وهذا هو المسؤول عن التبعثر المرن لنيترينو-إلكترون.

### الذرات والجزيئات

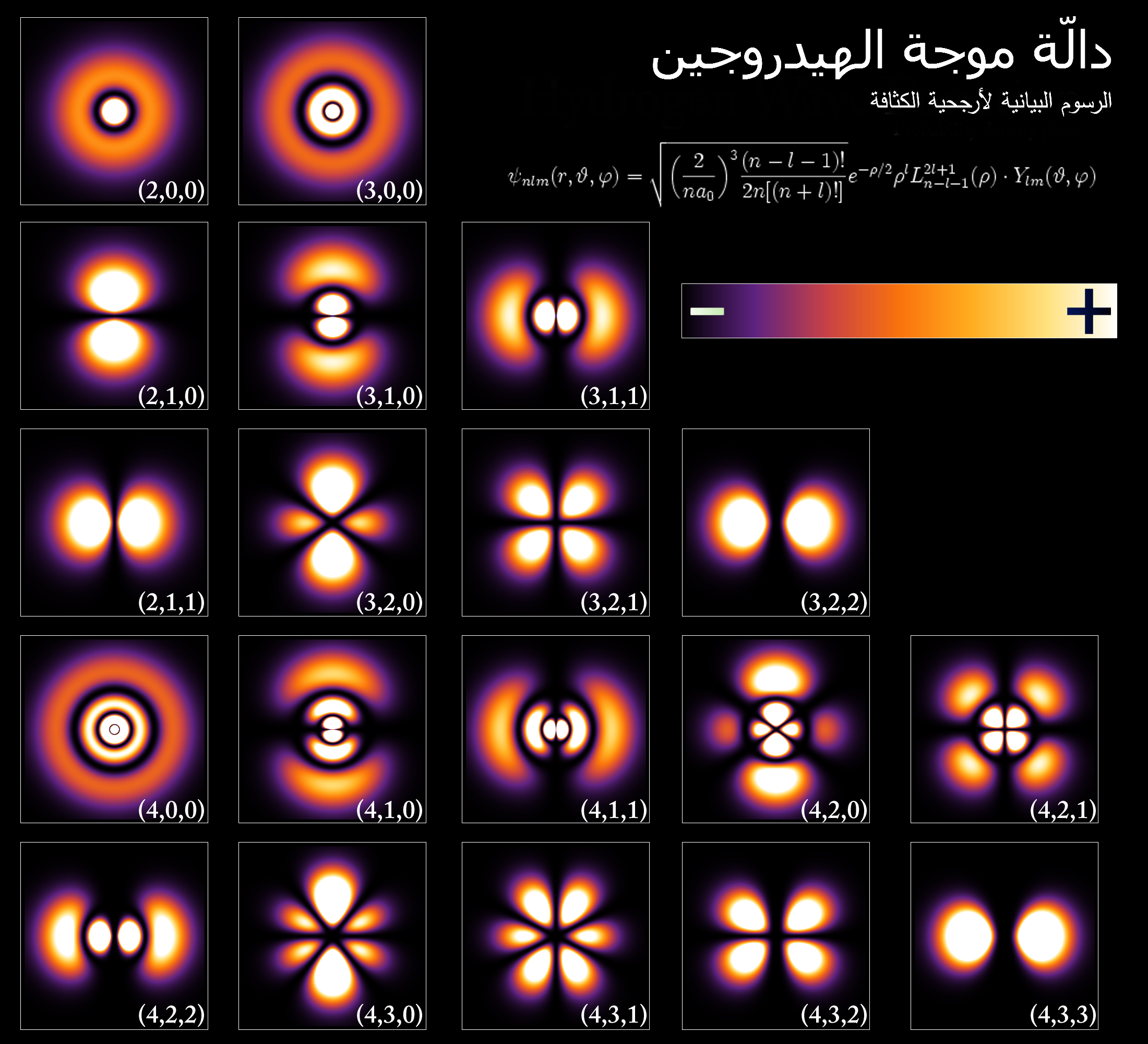
مقطع عرضي لكثافة محتملة للمدارات الأولى من ذرة الهيدروجين. ويحدد مستوى طاقة الإلكترون المتجه المدار الذي به، ويعكس اللون احتمالية العثور على الإلكترون في موقع محدد.

تقوم قوة كولوم الجاذبة بربط الإلكترون بنواة الذرة. وتسمى عملية ربط عدة إلكترونات بالنواة باسم نظام الذرة. فإن اختلف عدد الإلكترونات عن شحنة النواة الكهربائية، فإن الذرة في تلك الحالة تسمى أيون. هناك دالة تسمى المدار الذري توصف السلوك الموجي للإلكترون المتجه. ولكل مدارية لديها مجموعة أرقام الكم مثل الزخم الزاوي والطاقة وإسقاط الزخم الزاوي، وهناك مجموعة منفصلة من تلك المدارات تظهر حول النواة. ووفقا لمبدأ استبعاد باولي فأن كل مدارية يشغلها مايصل إلى إلكترونين والذي يجب أن يختلفا في عدد الكم المغزلي.
بإمكان الإلكترونات التنقل خلال المدارات المختلفة وذلك عن طريق بعث أو امتصاص فوتونات بطاقة تتوافق مع اختلاف الجهد. وهناك طرق أخرى للتنقل المداري مثل التصادم مع الإلكترونات وأيضا تأثير أوجيه. ولكي يتمكن الإلكترون من الهروب من الذرة، فإن طاقته يجب أن تكون أعلى من طاقة ربطه بالذرة. وهذا يحدث مع التأثير الكهروضوئي كمثال حيث يمتص الإلكترون الفوتون الخارج الذي تجاوز طاقة تأين الذرة.
الزخم الزاوي المداري للإلكترونات هو كمي. ولأن الإلكترون له شحنة، فهو ينتج عزم مداري مغناطيسي يتناسب طرديا مع العزم الزاوي. فالناتج الصافي للعزم المغناطيسي للذرة يساوي مجموع القوة الموجهة للف الزخوم المغناطيسية والمدارية لجميع الإلكترونات ونواتهم. فزخم النواة المغناطيسي لا يكاد يذكر مقارنة مع إلكتروناتها. أما الإلكترونات المقترنة (التي هي في نفس المدار) فإن زخمهما المغناطيسي يلغي كل منهما الآخر.
تحدث الروابط الكيميائية بين الذرات نتيجة للتفاعلات الكهرومغناطيسية، كما شرحتها قوانين ميكانيكا الكم. وأقوى الروابط تلك التي شكلت بالتبادل أو نقل الإلكترونات بين الذرات مما يسمح بتكوين الجزيئات. وفي داخل الجزيء فإن الإلكترونات تتحرك تحت تأثير عدة أنوية بحيث تشغل المدارات الجزيئية بنفس القدر الذي تشغله المدارات الذرية في الذرات المعزولة. وهناك عامل أساسي في هذه الهياكل الجزيئية هو وجود إلكترونات مقترنة، وهي الكترونات تدور بلف مغزلي متعاكس، مما يسمح لهم لشغل نفس المدار الجزيئي دون انتهاك مبدأ استبعاد باولي (ويشبه ذلك في الذرات). فالمدارات الجزيئية المختلفة لها اختلاف بالتوزيع المكاني لكثافة الإلكترون. على سبيل المثال: في الأزواج المترابطة (أي الأزواج التي تربط الذرات معا) يمكن العثور على الإلكترونات مع احتمال كبير جدا ان تكون في كميات صغيرة نسبيا بين النوى. على النقيض: ففي الأزواج غير المترابطة فإن الإلكترونات تتوزع بكميات كبيرة حول النواة.

### الموصلية

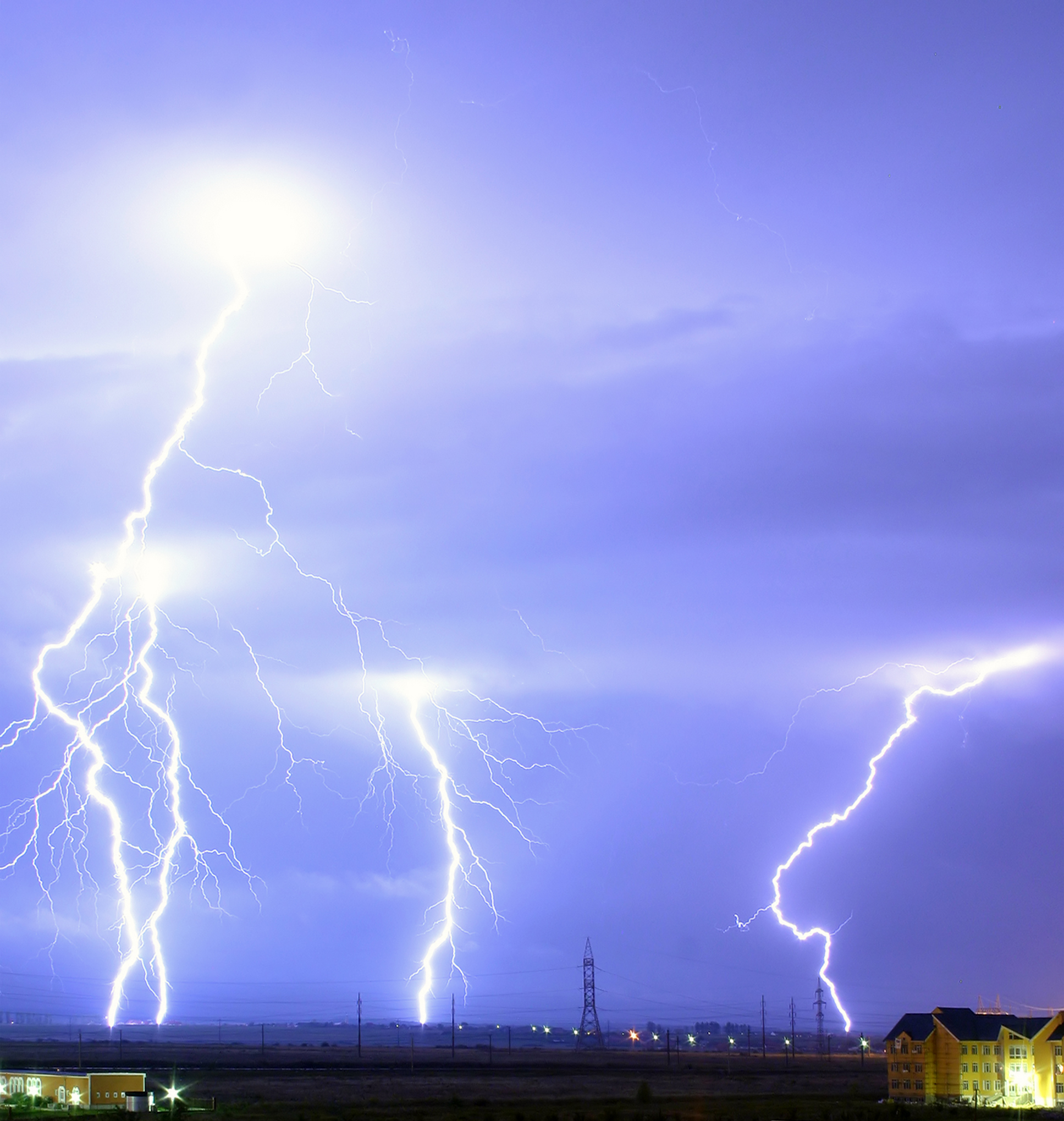
تفريغ البرق الذي يتكون أساسًا من دفق الالكترونات. قد يكون إنشاء الجهد الكهربائي اللازم للبرق له تأثير احتكاك كهربي.

إذا كان الجسم له الكترونات أكثر أو أقل من العدد المطابق له من الشحنات الموجبة للنواة، فإن ذلك سيخلق للجسم شحنة كهربية. فعندما تكون الإلكترونات أكثر عددًا فإن الجسم يطلق عليه ذو شحنة سالبة. أما عندما تكون الإلكترونات أقل عددًا من بروتونات النواة، فإن الجسم يكون موجب الشحنة. وعندما تتساوى الإلكترونات مع البروتونات فإن الشحنتين تلغيان بعضهما البعض ويكون الجسم ذو شحنة محايدة. بإمكان الأجسام الدقيقة أن تنتج شحنة كهربائية عن طريق الفرك أو ما يسمى تأثير كهرباء الاحتكاك.
يطلق على الإلكترونات التي تتحرك مستقلة في الفراغ بالإلكترونات الحرة، أما الكترونات المعادن فتصرفاتها تشبه الحرة إلا أنها ليست كذلك، والسبب هو أن الجزيئات الموجودة في المعادن والمواد الصلبة الأخرى والمسماة بالالكترونات هي في الواقع شبه-إلكترونات أو شبه جسيمات، فهي مثل الإلكترونات الحقيقية: لديها نفس الشحنة الكهربائية واللف والعزم المغناطيسي، ولكنها تختلف في الكتلة. تنتج الإلكترونات الحرة عند حركتها في الفراغ أو المعادن دفق صافي للشحنة يسمى التيار الكهربائي فيولد جراء ذلك مجالا مغناطيسيًا. والعكس صحيح، حيث يمكن إنشاء التيار من المجال المغناطيسي المتغير. وتصف معادلات ماكسويل تلك التفاعلات رياضيًا.
تتغير الموصلية الكهربائية لكل مادة بتغير درجات الحرارة، فهي تحدد كمية التيار الكهربائي عند تطبيق الجهد الكهربائي. فهناك موصلات جيدة كما في معادن: النحاس والذهب، وموصلات ضعيفة التوصيل مثل الزجاج والتيفلون. وأيضًا هناك المواد العازلة التي تحجز الإلكترونات داخل ذراتها بحيث تكون المادة بمثابة عازل. أما أشباه الموصلات فلها مستوى موصلية متفاوت يقع بين النقيضين من التوصيل حتى العزل. ومن ناحية أخرى، فإن الفلزات لديها بنية نطاق إلكتروني تحتوي على شرائح إلكترونية ممتلئة جزئيًا. فوجود مثل هذه الشرائح يسمح للإلكترونات في المعادن بالتصرف كما لو أنها إلكترونات حرة أو غير متمركزة. ولا ترتبط تلك الإلكترونات مع ذرات معينة، لذا فعندما يتم تطبيق مجال كهربائي، فهي تتحرك بحرية مثل الغاز (ويسمى غاز فيرمي) خلال مواد تشبه كثيرًا الإلكترونات الحرة.
تكون سرعة انجراف الإلكترونات داخل الموصل بسبب تصادمها مع الذرات قريبًا من ملليمترات بالثانية الواحدة. ومع هذا، فالسرعة التي تغيّر من التيار في نقطة ما فإنها تسبب تغيرا في التيارات في أجزاء أخرى من المادة. وتقترب سرعة الانتشار إلى حوالي 75 ٪ من سرعة الضوء. وذلك لأن انتشار الإشارات الكهرباء الموجية وسرعتها يعتمدان على ثابت العزل للمادة.
تعتبر المعادن موصلات جيدة نسبيًا للحرارة، وسبب ذلك أن الإلكترونات غير المتمركزة تكون حرة في نقل الطاقة الحرارية بين الذرات، لكن عند التوصيل الكهربائي فإن الأمر يختلف. فالموصلية الحرارية للفلزات مستقلة تقريبًا عن درجة الحرارة، وهو ما يعبر عنه حسابيًا قانون فيدمان-فرانز، والذي ينص أن نسبة الموصلية الحرارية إلى الموصلية الكهربائية تتناسب طرديًا مع درجة الحرارة. فأي اضطراب حراري في الشبيكة الفلزية يزيد من المقاومة الكهربائية للمواد، وينتج منه تيارًا كهربائيًا معتمدًا على درجة الحرارة.
عندما تتعرض المواد إلى نقطة الحرارة الحرجة فإنها تخضع لمرحلة تحول تسمى عملية موصلية فائقة بحيث تفقد كل مقاومة في التيار الكهربائي. ففي نظرية بي سي اس فإن هذا السلوك يصوغه أزواج من الالكترونات تدخل حالة كم تسمى بتكاثف بوز وأينشتاين. وأزواج كوبر تلك لها حركتها مقترنة بمادة قريبة خلال اهتزازات شعرية تسمى الفونونات وبذا تتجنب تصادما مع ذرات ينشأ منها مقاومة كهربائية. (نصف قطر أزواج كوبر حوالي 100 نانومتر، بحيث تتداخل مع بعضها البعض.) ومع هذا فلا تزال الآلية التي يعمل بها موصليات فائقة عالية الحرارة غير مؤكدة.
الإلكترونات داخل المواد الصلبة الموصلة وهي نفسها شبه-إلكترونات أو شبه جسيمات، فعندما تقيد بإحكام عند درجة حرارة قريبة من الصفر المطلق فإنها تتصرف كما لو انها انقسمت إلى قطعتين من شبه جسيم وهما: سبينون وهولون. فالسابق يحمل اللف والعزم المغناطيسي، بينما التالي يحمل الشحنة الكهربائية.

### الحركة والطاقة
عندما تقترب سرعة الإلكترون من سرعة الضوء فإن كتلته النسبية تزداد وفقًا لنظرية اينشتاين في النسبية الخاصة، مما يجعل الأمر أكثر صعوبة لتعجيلها من داخل الإطار المرجعي للمراقب. بإمكان أن تقترب سرعة الإلكترون من سرعة الضوء في الفراغ C ولكن لا يمكن أن تصلها أبدًا. مع هذا فعندما تحقن الإلكترونات النسبوية -وهي الكترونات تتحرك بسرعة مقاربة لسرعة الضوء c- في وسط عازل مثل المياه حيث سرعة الضوء فيها أقل بكثير من سرعة c، فإن انتقال الإلكترونات مؤقتًا أسرع من الضوء في هذا الوسط. وبما أنها تتفاعل مع وسطها فإنها تولد ضوءًا خافتًا يسمى إشعاع شيرينكوف.

عامل لورنتز هو دالة للسرعة. وتبدأ بقيمة 1 وتتجه إلى مالانهاية حيث v تقترب من c.

تستند تأثير النسبية الخاصة على كمية تعرف باسم عامل لورينتز، وتحدد بالمعادلة: {\displaystyle \scriptstyle \gamma =1/{\sqrt {1-{v^{2}}/{c^{2}}}}} حيث v هي سرعة الجسيم. وتسير طاقة الحركة Ke للإلكترون مع السرعة v كالتالي:
{\displaystyle \displaystyle K_{e}=(\gamma -1)m_{e}c^{2}}
حيث me هي كتلة الإلكترون.

بإمكان معجل الجسيمات SLAC الخطي ان يعجل الإلكترونات إلى حوالي 51 GeV‏.
بما أن الإلكترون يتصرف كموجة، فعند سرعة معينة يصبح له ميزة موجة بروجلي. وتلك القيمة معطاة بالقانون λe = h/p حيث h هو ثابت بلانك وp هو العزم. فما فوق 51 GeV للإلكترون فإن الطول الموجي يصبح 2.4×10−17 م، وهو صغير بما يكفي لاستكشاف هياكل أقل بكثير من حجم نواة الذرة.

## التشكيل

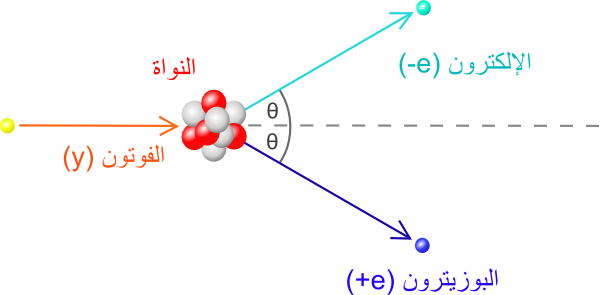
إنتاج زوجي ناتج من اصطدام الفوتون مع نواة ذرة

تعتبر نظرية الانفجار العظيم أكثر نظرية قبولا في النطاق العلمي لشرح المراحل المبكرة من تطور الكون. وكانت درجات الحرارة في أول مللي ثانية من الانفجار الكبير قد وصلت أكثر من 10 مليار  كلفن وطاقة الفوتونات أكثر من مليون إلكترون فولت. وكانت لتلك الفوتونات نشاطا يكفي بأن تتفاعل مع بعضها البعض لتشكيل أزواج الإلكترونات والبوزيترونات. وبالمقابل تفني تلك الأزواج بعضها البعض لتنفث الفوتونات النشطة:

γ
 + 
γ
‏ ↔ 
e+
 + ‏
e−

وقد تمت المحافظة على التوازن بين الإلكترونات والبوزيترونات والفوتونات خلال تلك المرحلة من تطور الكون. ولكن بعد مرور 15 ثانية انخفضت درجة حرارة الكون إلى مادون الحاجز الذي يمكِّن من تشكيل إلكترون-بوزيترون. وقد أفنى معظم ما تبقى من الإلكترونات والبوزيترونات بعضها البعض مطلقة أشعة غاما التي سخنت الكون لفترة وجيزة.
ولأسباب لا تزال غير مؤكدة خلال عملية تكوين لبتو كان هناك فائض في عدد الإلكترونات على البوزيترونات. وبذلك نجا حول إلكترون من كل مليار في عملية الإفناء. وقابل هذا الفائض زيادة في عدد البروتونات على ضديد-البروتونات في حالة تعرف باسم تباين باريون، مما أدي إلى شحنة صفرية صافية للكون. ثم بدأ ما تبقى من البروتونات والنيوترونات بالتفاعل مع بعضها البعض في عملية تسمى تخليق نووي ومكونة نظائر الهيدروجين والهيليوم مع كميات ضئيلة من الليثيوم. بلغت ذروة تلك العملية بعد خمس دقائق. وخضع ماتبقى من النيوترونات إلى إضمحلال بيتا السلبي بنصف عمر يعادل ألف ثانية تقريبا، ونتج عن تلك العملية إطلاق البروتونات والإلكترونات

ν
e + 
e−
 + 
p
 ← 
n

وفي السنوات 300000–400000 التالية بقيت الإلكترونات الزائدة حيوية جدا لترتبط مع أنوية الذرات. ثم تلاها فترة سميت إعادة دمج عندما تشكلت الذرات المحايدة وأصبح الكون المتمدد أكثر شفافية للإشعاع
تشكل أول جيل للنجوم بعد الانفجار الكبير بحوالي مليون سنة. فأنتج التخليق النووي البوزيترونات من اندماج أنوية الذرات داخل النجوم. ثم مباشرة تتلاشى تلك الجسيمات المضادة باصطدامها مع الإلكترونات مطلقة أشعة غاما، فتكون النتيجة الصافية هي انخفاض ثابت في عدد من الإلكترونات ويماثله زيادة في عدد النيوترونات. ومع ذلك فإن عملية تطور النجوم هو نتيجة لتوليفة من نظائر مشعة. بحيث يمكن لعدد من لنظائر مشعة أن تخضع لإضمحلال بيتا سلبي فينبعث من النواة إلكترون وضديد نيترينو. ومثال على ذلك النظير كوبالت-60 (60Co) والذي يتحلل ليكون نيكل-60 (60Ni)‏

مطر جوي ممتد انشأته أشعة كونية نشطة ضربت غلاف الجوي للأرض.

عندما يصل النجم إلى نهاية عمره الافتراضي، أي أن حجمه يزيد عن 20 كتلة شمسية فمن المحتمل ولوجه طور انهيار الجاذبية ليشكل ثقب أسود. طبقا للفيزياء الكلاسيكية فتلك الأجسام النجمية الضخمة تمارس جذب تثاقلي التي من القوة أن تمنع أي شيء حتى الإشعاع الكهرومغناطيسي من الإفلات عبر نصف قطر شفارتزشيلد. ومع ذلك يعتقد أن تأثير ميكانيكية الكم قد يسمح بانبعاث إشعاع هوكينغ في تلك المسافة. ويحتمل أن تنشأ الالكترونات (والبوزيترونات) في أفق الحدث لبقايا النجوم تلك.
عند نشأة أزواج من الجسيمات الافتراضية (مثل الإلكترون والبوزيترون) بالقرب من أفق الحدث، فإن التوزيع المكاني العشوائي لتلك الجسيمات قد يسمح لأحدهما بالظهور على السطح الخارجي؛ وتسمى عملية نفق ميكانيكا الكم. لذا فقد يوفر جهد الجاذبية للثقب الأسود الطاقة اللازمة لتحويل هذا الجسيم الافتراضي إلى جسيم حقيقي، مما يمكنها من أن تشع في الفضاء البعيد. وفي المقابل فإن نصيب العضو الآخر لهذا الزوج هي الطاقة السلبية، مما يسبب بخسارة صافية لكتلة-طاقة الثقب الأسود. فيزداد معدل إشعاع هوكينغ مع تناقص الكتلة مسببا بتبخر الثقب الأسود ثم ينفجر في نهاية المطاف.
الأشعة الكونية هي جسيمات لديها طاقة عالية ترتحل عبر الفضاء. وقد سجلت أعلى حالات من تلك الطاقة عند 3.0×1020 eV‏. فعندما تصطدم تلك الجسيمات بالنويات في الغلاف الجوي للأرض، ينتج وابل من الجسيمات ومنها البيون. وقد لوحظ أن أكثر من نصف الإشعاع الكوني على سطح الأرض يتكون من الميونات. فالجسيم المسمى ميون هو لبتون أي انه يخلق في الغلاف الجوي العلوي نتيجة اضمحلال بيون.

π−
‏ ← 
μ−
 + 
ν
μ
والميون بدوره يضمحل ليشكل الكترونا أو بوزيترون

μ−
‏ ← 
e−
‏ + 
ν
μ + 
ν
e

## المراقبة

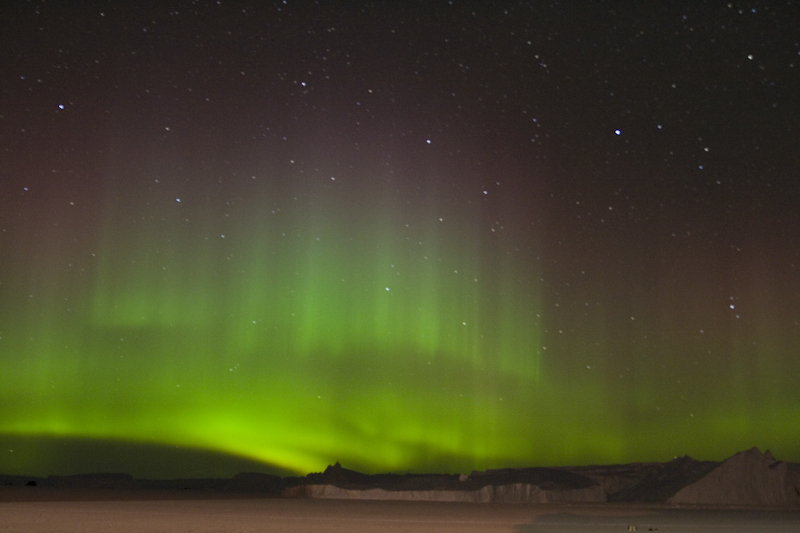
تتسبب الإلكترونات النشطة المنتشرة في الغلاف الجوي بظهور الشفق.

لعمل نظام مراقبة الإلكترونات عن بعد يجب الكشف عن طاقاتها المشعة. مثال على ذلك: في بيئة تحوي طاقة عالية مثل الهالة المحيطة بالنجم فإن الإلكترونات الحرة تشكل بلازما تشع طاقة بسبب أشعة الانكباح. وتخضع غازات الإلكترون لتذبذب البلازما، والتي تنشأ موجاتها من تغيرات متزامنة في كثافة الإلكترونات، مما ينتج عنها انبعاثات بالطاقة والتي يمكن الكشف عنها باستخدام تلسكوبات الراديو.
يتناسب تردد الفوتون طرديا مع الطاقة. فتنقل الإلكترون المقيد بين مستويات الطاقة المختلفة للذرة يكون بامتصاص أو بعث فوتونات بترددات مميزة. على سبيل المثال: عندما تشع ذرات بسبب مصدر بطيف واسع، سوف تظهر خطوط امتصاص متميزة في طيف الإشعاع المرسل. وسيعرض كل عنصر أو جزيء مجموعة مميزة من خطوط الطيف، مثل خطوط طيف الهيدروجين. فقياسات علم الأطياف لقوة وعرض تلك الخطوط تتيح لها تحديد الخصائص البنيوية والمادية للمادة.
بالإمكان ملاحظة تفاعلات الإلكترونات الفردية في ظروف المختبرات عن طريق أجهزة كشف الجسيمات، والتي تسمح بقياس خصائص معينة كالطاقة واللف والشحنة. فقد صار بالإمكان بعد تطوير فخ بول ومصيدة بنينغ من ابقاء الجسيمات المشحونة ضمن منطقة صغيرة لفترات طويلة، مما يتيح أخذ قياسات دقيقة لخواص تلك الجسيمات. مثال على ذلك؛ تمكنت مصيدة بيننغ في حالة واحدة فقط من احتواء إلكترون مفرد لمدة 10 أشهر. وتم حساب العزم المغناطيسي للإلكترون بدقة تصل إلى أحد عشر رقم، وهو أمر اعتبر بأنه أكثر دقة من أي ثابت فيزيائي آخر تم الحصول عليه حتى سنة 1980.
تمكن فريق من جامعة لوند السويدية في فبراير 2008 من الحصول على أول تصوير فيديو في كيفية توزيع طاقة الإلكترون، حيث استطاع العلماء الباحثون من استخدام ومضات ضوئية شديدة القصر وهي ومضات أوتوثانية مما مكن من ملاحظة حركة الإلكترون لأول مرة.
يمكن تصور توزيع الإلكترونات في المواد الصلبة عن طريق مطياف الحل الزاوي للانبعاث الضوئي [الإنجليزية] (ARPES). وهي تقنية تستخدم التأثير الكهروضوئي لقياس الفضاء المتبادل—وهو تمثيل رياضياتي للهياكل الدورية تستخدم للاستدلال على الهيكل الأصلي. ويمكن استخدام ARPES لتحديد اتجاه وسرعة وتناثر الإلكترونات داخل المواد.

## تطبيقات البلازما

### الحزم الجسيمية

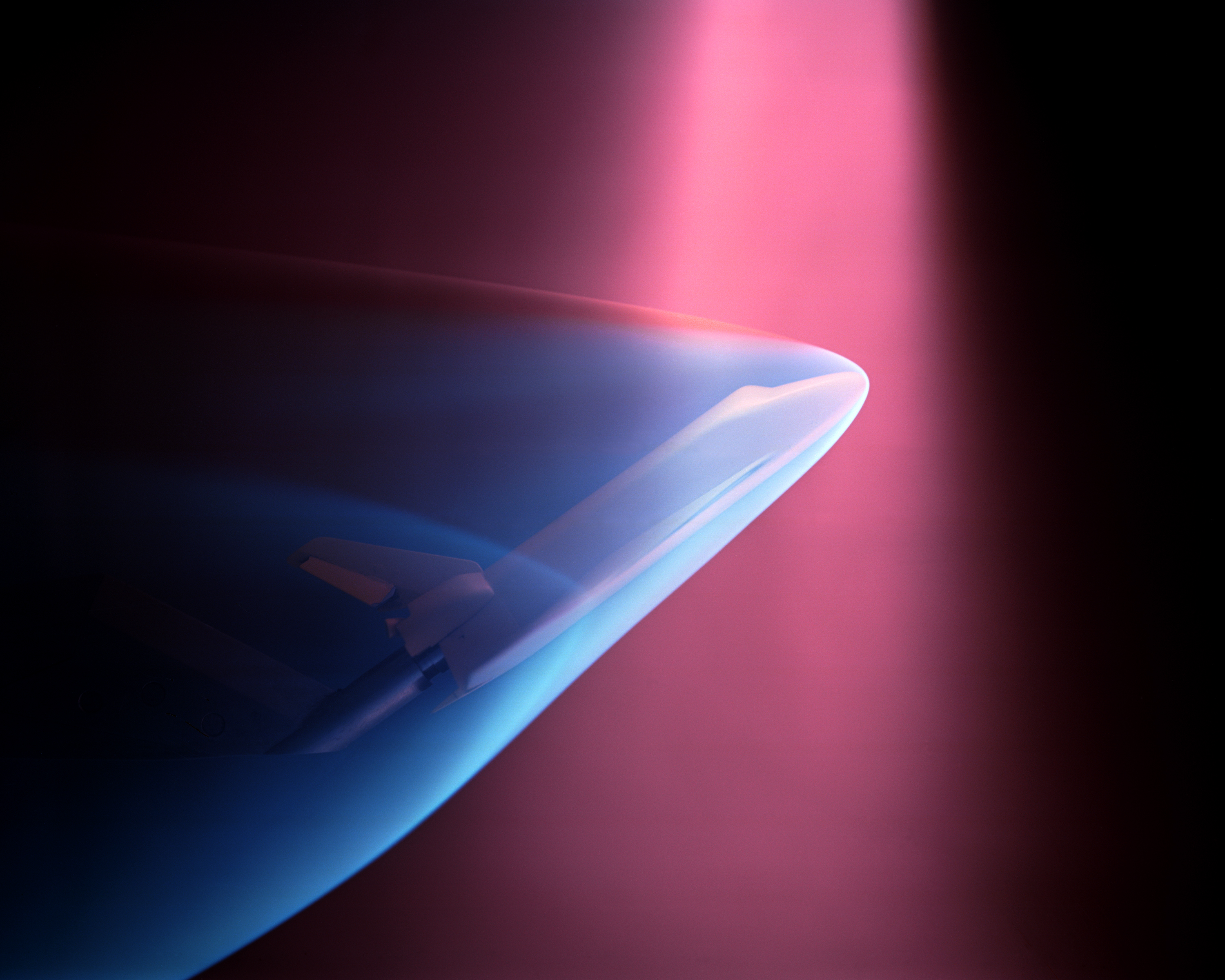
سلطت ناسا شعاع إلكتروني على نموذج مكوك فضائي عند فحصه داخل نفق الرياح، لمحاكاة تأثير الغازات المؤينة أثناء عودته للغلاف الجوي.

تُستخدم أشعة الإلكترون في اللحيم بحيث تصل كثافة الطاقة فيه إلى 710 وات.سم−2 ويتركز قطره الضيق بين 0.1–1.3 مم وعادة لا يحتاج إلى مواد حشو، ولكنه يحتاج إلى فراغ لتنفيذ تقنية اللحام كي لا يتفاعل شعاع الإلكترون مع الغاز قبل وصوله الهدف، ويمكن استخدامه في ربط مواد موصلة تعتبر غير صالحة للحام.
وتستخدم وسيلة طباعة حجرية بالحزمة الإلكترونية (EBL) في النقش على أشباه الموصلات في انحلال أقل من ميكرون. ولكن تلك الطريقة مقيدة ولا يمكن التوسع بها بسبب الكلفة الباهظة وبطء الأداء، وأيضًا الحاجة إلى فراغ لتشغيل الحزمة، وميل الإلكترونات إلى التبعثر في المواد الصلبة. والمشكلة الأخيرة تحدد الانحلال إلى حوالي 10 نانومتر. لذا فإن تلك الطريقة من الطباعة تستخدم بالأساس في إنتاج كمية قليلة من الدوائر المتكاملة المتخصصة.
وتستخدم عملية تنمية حزمة الإلكترون لتعريض المواد للإشعاع من أجل تغيير خصائصها الفيزيائية وأيضا لتعقيم المنتجات الطبية والمواد الغذائية. وتولد المعجلات الخطية تلك الحزم الإلكترونية عند العلاج الإشعاعي لعلاج الأورام السطحية. ذلك لأن شعاع الإلكترون يخترق الجلد إلى عمق محدود قبل أن يتم امتصاصه، ويصل العمق عادة إلى 5 سم عند طاقة الإلكترون في نطاق 5–20 ‏MeV، والعلاج الإلكتروني مفيد للتعامل مع الآفات الجلدية مثل سرطان الخلية القاعدية. وأيضًا يستخدم شعاع الإلكترون في استكمال علاج الأماكن التي تعرضت للأشعة السينية.
تستخدم معجلات الجسيمات المجال الكهربائي لدفع الإلكترونات وجسيماتها المضادة إلى طاقات عالية. وبما أن تلك الجسيمات تمر عبر حقول المغناطيس، فإنها تقذف أشعة السنكروترون. وتتوقف كثافة الأشعة على اللف، الذي يستقطب حزم الإلكترون، وهي عملية تعرف باسم تأثير سوكولوف-ترنوف. يمكن الاستفادة من الحزم الإلكترونية المستقطبة عند عمل تجارب مختلفة. ويمكن أيضًا استخدام مسرع دوراني تزامني (السنكروترون) في تبريد الحزم الإلكترونية مما يقلل من انتشار زخم الجسيمات. بمجرد أن الجسيمات قد تسارعت للطاقة المطلوبة فإن حزم الإلكترونات والبوزترونات المنفصلة تنجذب نحو الاصطدام. بإمكان متابعة انبعاثات الطاقة الناتجة عن طريق كاشف الجسيمات وهذا يدرس في فيزياء الجسيمات.

### التصوير
عملية حيود الكترون منخفض الطاقة [الإنجليزية] هي وسيلة لقصف مواد بلورية بشعاع مسدد من الإلكترونات، ثم مراقبة أنماط الحيود الناتجة لتحديد هيكل المادة. فنطاق طاقة الإلكترونات المطلوبة تكون 20-200 eV‏. أما تقنية انعكاس حيود الكترونات عالية الطاقة [الإنجليزية] (RHEED) فتستخدم انعكاس حزمة الكترونات تقذف على عدة زوايا منخفضة لتمييز سطح المواد البلورية. ويكون نطاق حزمة الطاقة ما بين 8-20 keV وزاوية السقوط هي 1-4°.
وفي المجهر الإلكتروني فإنه يوجه حزمة الكترونات مركزة على عينة ما فتتفاعل الحزمة مع المواد، مما يغير من خصائص تلك الإلكترونات مثل اتجاه الحركة والزاوية والطور النسبي وطاقته، فعند تدوين تغييرات حزمة الإلكترون ينتج صورة مجهرية لمادة محلولة ذريا. للمجاهر البصرية التقليدية انحلال محدود-الحيود للضوء الأزرق بحوالي 200 نانومتر. وعند المقارنة فإن المجاهر الإلكترونية تتحدد بطول دي بروجلي الموجي للإلكترون. فمثلا يساوي هذا الطول الموجي 0.0037 نانومتر للإلكترونات عند تسارعها عبر 100,000 فولت طاقة كهربائية. ومقدرة مجهر تصحيح انحراف إرسال الإلكترون تكون مادون 0.05 نانومتر كثافة نقطية، وهي أكثر من كافي لحل الذرات المنفردة. فتلك الإمكانية تجعل من المجهر الإلكتروني ذا فائدة لمختبر تصوير عالي الدقة، ولكنها تبقى أدوات ذات كلفة عالية وكذلك صيانتها.
هناك نوعان رئيسيان من المجاهر الإلكترونية: مجهر نافذ ومجهر ماسح. فوظيفة النافذ مشابهة نوعا ما لجهاز العرض العلوي، بحيث تمر حزمة الالكترونات عبر شريحة مادة ثم تعرضها عدسات التصوير على شريحة مصورة [الإنجليزية] أو جهاز مزدوج الشحنة. يتم إنتاج الصورة في المجاهر الإلكترونية الماسحة عن طريق تنقيط شعاع الإلكترون ذو تركيز دقيق كما هو في جهاز التلفزيون، وهي عينة شملتها دراسة. ويكون نطاق التكبير من X100 إلى X1,000,000 أو أعلى لكلا نوعي المجاهر. ويستخدم مجهر المسح النفقي نفق كمي من الإلكترونات من طرف معدني حاد لمادة شملتها الدراسة بحيث تنتج من سطحها صورا مصفوفة ذريا.

### تطبيقات أخرى
في ليزر الإلكترون الحر (FEL) تمرر الحزمة الإلكترونية النسبوية عبر زوج من أجهزة الإدراج (Undulators) التي تحتوي على صفائف من مغناطيس ثنائي الأقطاب التي توجه حقولها باتجاهات متناوبة. فينبعث من الالكترونات أشعة السنكروترون التي بدورها تتفاعل بتماسك مع ذات الإلكترونات فيؤدي إلى تضخيم قوي في حقل الإشعاع عند تردد الصدى. ويمكن لليزر الإلكترون الحر أن يبعث إشعاع كهرومغناطيسي متماسك عالي التألق وبنطاق ترددات واسع تبدأ من الموجات الدقيقة إلى الأشعة السينية الخفيفة. ويمكن استخدام تلك الأجهزة مستقبلا في الصناعة والاتصالات والتطبيقات الطبية المختلفة، مثل جراحة الأنسجة اللينة
تتميز الإلكترونات بأنها قلب أنابيب الأشعة المهبطية المستخدمة في أجهزة عرض آلات المختبر وشاشات الكمبيوتر وأجهزة التلفزيون. فكل فوتون في صمام التضخيم الضوئي يضرب المهبط الضوئي ينشأ عنه انهيار للإلكترونات فتنتج تيار نبضي قابل للكشف. وقد لعبت الصمامات المفرغة دورًا حاسمًا في تطوير تكنولوجيا الإلكترونيات، حيث تستخدم دفق الإلكترونات في معالجة الإشارة الكهربائية. ومع هذا فقد حلت آلات الترانزستور الإلكترونية الصلبة محلها في جميع المجالات تقريبًا.

## هوامش
- * المرادفات في القواميس الكُهَيرِب[عر 2] أو الجسيم الكهربي

## وصلات خارجية
- "اكتشاف الإلكترون". المعهد الأميريكي للفيزياء, مركز تاريخ الفيزياء. مؤرشف من الأصل في 2015-12-27.
- "Particle Data Group". جامعة كاليفورنيا. مؤرشف من الأصل في 2020-03-10.
- Bock، R.K.؛ Vasilescu، A. (1998). The Particle Detector BriefBook (ط. 14th). سبرنجر. مؤرشف من الأصل في 2019-09-05. {{استشهاد بكتاب}}: تجاهل المحلل الوسيط |الرقم المعياري= لأنه غير معروف، ويقترح استخدام |ردمك= (مساعدة)